# Chalivoy-Milon

Chalivoy-Milon este o comună în departamentul Cher, Franța. În 1 ianuarie 2022 avea o populație de 380 de locuitori.